# Душан Цветиновић
Душан Цветиновић (Шабац, 24. децембар 1988) српски је фудбалер, који тренутно наступа за Младост из Лучана.